# Tłusty wtorek
Tłusty wtorek (fr. Mardi Gras lub Pierrot et Arlequin) – obraz francuskiego malarza Paula Cézanne’a z roku 1888, znajdujący się w zbiorach Muzeum Sztuk Pięknych im. Puszkina w Moskwie. 
W okresie powstania obrazu artysta był daleki od realizowania dynamicznych motywów podejmowanych w młodości. Mimo to, niedługo przed rokiem 1890, zapewne z uwagi na zamiłowanie dorastającego syna do teatru, stworzył kilka obrazów, które przedstawiały aktorów w malowniczych kostiumach comedii dell’arte. Na wielu z nich umieścił tylko jedną postać (Arlekin, 1888). Inne jak ten, prezentuje dwóch komików – Arlekina (po prawej, z rysami syna Paula) i Pierrota (po lewej, z twarzą Louisa Guillaume’a, przyjaciela rodziny). Obraz ten był dla Cézanne’a bardzo ważny i zanim przystąpił do pracy nad nim, sporządził wiele jego szkiców ołówkiem, akwarelą i olejem.
Strój Arlekina w czarne i czerwone romby daje efekt niezwykłej żywości. Ściana będąca tłem dla postaci, namalowana w łagodnych odcieniach zieleni, kontrastuje z bardziej określonymi i wyrazistymi barwami strojów.